# Каменча
Каменча (рум. Camencea) — село в Оргеевском районе Молдавии. Наряду с сёлами Донич и Покшешты входит в состав коммуны Донич.

## География
Село расположено на высоте 129 метров над уровнем моря.

## Население
По данным переписи населения 2004 года, в селе Каменча проживает 956 человек (463 мужчины, 493 женщины).
Этнический состав села:
| Национальность | Число жителей | Процентный состав |
| -------------- | ------------- | ----------------- |
| молдаване      | 944           | 98,74             |
| румыны         | 7             | 0,73              |
| русские        | 4             | 0,42              |
| прочие         | 1             | 0,1               |
| Всего          | 956           | 100 %             |